# Agrotis repulsa
Agrotis repulsa là một loài bướm đêm trong họ Noctuidae.